# Vaccinium talamancense
Vaccinium talamancense là một loài thực vật có hoa trong họ Thạch nam. Loài này được (Wilbur & Luteyn) Luteyn mô tả khoa học đầu tiên năm 2001.